# Euler-Klasse
In der Mathematik, genauer in der algebraischen Topologie und in der Differentialgeometrie und -topologie, ist die Euler-Klasse ein spezieller Typ von charakteristischen Klassen, die orientierbaren reellen Vektorbündeln zugeordnet wird. Sie wird nach Leonhard Euler benannt, weil sie im Fall des Tangentialbündels einer Mannigfaltigkeit deren Euler-Charakteristik bestimmt.
Sie kann auf unterschiedliche (äquivalente) Weisen definiert werden: als Hindernis für die Existenz eines Schnittes ohne Nullstellen, als Pull-Back der Orientierungsklasse unter einem Schnitt oder als Bild der Pfaffschen Determinante unter dem Chern-Weil-Isomorphismus. Im Fall flacher Bündel gibt es weitere äquivalente Definitionen.

## Grundidee und Motivation
Die Euler-Klasse ist eine charakteristische Klasse, also eine topologische Invariante von orientierten Vektorbündeln: zwei isomorphe orientierte Vektorbündel haben dieselben Euler-Klassen. Im Falle differenzierbarer Mannigfaltigkeiten bestimmt die Euler-Klasse des Tangentialbündels die Euler-Charakteristik der Mannigfaltigkeit.
Die Euler-Klasse liefert ein Hindernis für die Existenz eines Schnittes ohne Nullstellen. Insbesondere liefert die Euler-Charakteristik einer geschlossenen, orientierbaren, differenzierbaren Mannigfaltigkeit ein Hindernis für die Existenz eines Vektorfeldes ohne Singularitäten.
Für einen auf einer Teilmenge des Basis-Raumes definierten nullstellenfreien Schnitt kann man eine relative Euler-Klasse definieren, diese liefert ein Hindernis für die Fortsetzbarkeit des Schnittes ohne Nullstellen auf die gesamte Basis.

## Axiome
Die (relative) Euler-Klasse wird durch folgende Axiome festgelegt.
Jedem orientierten, {\displaystyle n}-dimensionalen reellen Vektorbündel {\displaystyle E\to X} mit einem nirgendwo verschwindenden Schnitt {\displaystyle s\colon Y\to E} auf einer (möglicherweise leeren) Teilmenge {\displaystyle Y\subset X} wird ein Element
{\displaystyle e(E,s)\in H^{n}(X,Y;\mathbb {Z} )}
(bzw. {\displaystyle e(E)\in H^{n}(X;\mathbb {Z} )} falls {\displaystyle Y=\emptyset })
zugeordnet, so dass
- für jede stetige Abbildung {\displaystyle f\colon (X^{\prime },Y^{\prime })\to (X,Y)} gilt {\displaystyle e(f^{*}E,f^{*}s)=f^{*}(e(E,s))}
- {\displaystyle e(E_{1}\oplus E_{2},s\oplus 0)=e(E_{1},s)\cup e(E_{2})}
- für das tautologische komplexe Geradenbündel {\displaystyle \gamma ^{1}\to \mathbb {C} P^{1}}, aufgefasst als 2-dimensionales reelles Vektorbündel, ist {\displaystyle e(\gamma ^{1})\in H^{2}(\mathbb {C} P^{1};\mathbb {Z} )} ein Erzeuger von {\displaystyle H^{2}(\mathbb {C} P^{1};\mathbb {Z} )\simeq \mathbb {Z} }.

{\displaystyle e(E)\in H^{n}(X;\mathbb {Z} )} heißt die Euler-Klasse des Bündels {\displaystyle E}, {\displaystyle e(E,s)\in H^{n}(X,Y;\mathbb {Z} )} heißt die relative Euler-Klasse relativ zum Schnitt {\displaystyle s}.

## Definition als Obstruktionsklasse
Für ein {\displaystyle n}-dimensionales orientiertes Vektorbündel {\displaystyle E\to \vert K\vert } über der geometrischen Realisierung {\displaystyle \vert K\vert } eines Simplizialkomplexes {\displaystyle K} erhält man mittels Obstruktionstheorie die Obstruktionsklasse
{\displaystyle o_{n}(E)\in H^{n}(K;\pi _{n-1}(V_{1}(\mathbb {R} ^{n}))}
für die Fortsetzung eines Schnittes im assoziierten Vektorbündel auf das {\displaystyle n}-Skelett von {\displaystyle K}.
Die Koeffizientengruppe
{\displaystyle \pi _{n-1}(V_{1}(\mathbb {R} ^{n}))\simeq \pi _{n-1}(\mathbb {R} ^{n}-0)\simeq H_{n-1}(\mathbb {R} ^{n}-0;\mathbb {Z} )\simeq H_{n}(\mathbb {R} ^{n},\mathbb {R} ^{n}-0;\mathbb {Z} )}
ist (durch die Orientierung) kanonisch isomorph zu {\displaystyle \mathbb {Z} } und dieser Isomorphismus bildet {\displaystyle o_{n}(E)} auf die Euler-Klasse
{\displaystyle e(E)\in H^{n}(K;\mathbb {Z} )} ab.

## Definition mittels Orientierungsklasse
Für ein orientiertes {\displaystyle n}-dimensionales Vektorbündel {\displaystyle p\colon E\to M} und {\displaystyle E_{0}\subset E} das Komplement des Null-Schnitts betrachten wir das Bild {\displaystyle u\mid _{E}} der Orientierungsklasse (Thom-Klasse)
{\displaystyle u\in H^{n}(E,E_{0};\mathbb {Z} )}
in {\displaystyle H^{n}(E;\mathbb {Z} )}. Weil {\displaystyle \mathbb {R} ^{n}} kontrahierbar ist, ist {\displaystyle p\colon E\to M} eine Homotopieäquivalenz und
{\displaystyle p^{*}\colon H^{*}(M;\mathbb {Z} )\to H^{*}(E;\mathbb {Z} )}
ein Isomorphismus. Die Euler-Klasse ist definiert durch
{\displaystyle e(E):=(p^{*})^{-1}u\mid _{E}\in H^{n}(M;\mathbb {Z} )}.
Äquivalent kann man {\displaystyle e(E)} durch
{\displaystyle e(E):=s^{*}u\mid _{E}}
für einen beliebigen Schnitt (zum Beispiel den Nullschnitt) {\displaystyle s\colon M\to E} definieren.
Falls {\displaystyle E\to M} einen Schnitt ohne Nullstellen hat, also {\displaystyle s(M)\subset E_{0}} gilt, folgt daraus {\displaystyle e(E)=0}.
Relative Euler-Klasse: Falls ein Schnitt ohne Nullstellen {\displaystyle s_{0}\colon Y\to E} auf einer Teilmenge {\displaystyle Y\subset M} gegeben ist, dann kann man ihn zu einem Schnitt (evtl. mit Nullstellen) {\displaystyle s\colon (M,Y)\to (E,E_{0})} fortsetzen und definiert dann
{\displaystyle e(E,s_{0}):=s^{*}u\in H^{n}(M,Y;\mathbb {Z} )}.

## Definition über Chern-Weil-Theorie
Wir betrachten Vektorbündel über einer differenzierbaren Mannigfaltigkeit {\displaystyle M}. Die Konstruktion mittels Chern-Weil-Theorie liefert (nur) das Bild der Euler-Klasse in {\displaystyle H^{*}(M;\mathbb {R} )} bzw. der relativen Euler-Klasse in {\displaystyle H^{*}(M,Y;\mathbb {R} )}, insbesondere liefert sie die Nullklasse für Vektorbündel ungerader Dimension.
Für ein orientiertes Vektorbündel der Dimension {\displaystyle n=2k} betrachtet man das assoziierte {\displaystyle SO(2k)}-Prinzipalbündel (das Rahmenbündel) {\displaystyle P\to M}.
Für ein {\displaystyle SO(2k)}-Prinzipalbündel {\displaystyle P\to M} mit einer Zusammenhangsform {\displaystyle \omega \in \Omega ^{1}(P,so(2k))} ist die Euler-Klasse {\displaystyle e(P)\in H_{dR}^{2k}(M)\simeq H^{2k}(M;\mathbb {R} )} das Bild der durch
{\displaystyle Pf(A,\ldots ,A)={\frac {1}{2^{k}k!}}\sum _{\sigma \in S_{2k}}sign(\sigma )a_{\sigma (1)\sigma (2)}\ldots a_{\sigma (2k-1)\sigma (2k)}}
definierten Pfaffschen Determinante {\displaystyle Pf\in I^{n}(so(2k))} unter dem Chern-Weil-Homomorphismus
{\displaystyle I^{k}(so(2k))\to H_{dR}^{2k}(M)},
also die von der mit Hilfe der Krümmungsform {\displaystyle \Omega \in \Omega ^{2}(M)} des Prinzipalbündels definierten Differentialform
{\displaystyle {\frac {1}{2^{k}\pi ^{2k}}}Pf(\Omega )(X_{1},\dots ,X_{2k}):={\frac {1}{(2\pi )^{2k}}}{\frac {1}{(k)!}}\sum _{\sigma \in {\mathfrak {S}}_{2k}}\operatorname {sign} (\sigma )Pf(\Omega (X_{\sigma (1)},X_{\sigma (2)}),\dots ,\Omega (X_{\sigma (2k-1)},X_{\sigma (2k)}))}
repräsentierte De-Rham-Kohomologie-Klasse. Man kann zeigen, dass die Euler-Klasse nicht von der Wahl der Zusammenhangsform {\displaystyle \Omega } abhängt und dass sie im Bild von {\displaystyle H^{2k}(M;\mathbb {Z} )} liegt.
Die Übereinstimmung der so definierten Euler-Klasse mit der oben topologisch definierten ist der Inhalt des 1943 von Allendoerfer und Weil (und mit einem intrinsischen Beweis 1944 von Chern) bewiesenen verallgemeinerten Satzes von Gauß-Bonnet.
Relative Euler-Klasse: Es sei {\displaystyle s\colon Y\to E} ein Schnitt ohne Nullstellen über einer Untermannigfaltigkeit {\displaystyle Y\subset M}. (Wir nehmen an, dass sich der Schnitt auf eine offene Umgebung von {\displaystyle Y} fortsetzen lässt.) Dann gibt es eine Zusammenhangsform {\displaystyle \omega }, deren Krümmungsform {\displaystyle Pf(\Omega )\mid _{Y}\equiv 0} erfüllt. Insbesondere definiert {\displaystyle Pf(\Omega )} eine relative Kohomologieklasse {\displaystyle e(E,s)\in H^{2k}(M,Y;\mathbb {Z} )}.

## Euler-Klasse von SL(n,R)-Prinzipalbündeln
Unter den Isomorphismen
{\displaystyle I^{k}(so(2k))\simeq H^{2k}(BSO(2k))\simeq H^{2k}(BSL(2k,\mathbb {R} ))}
entspricht die Pfaffsche Determinante einer Kohomologieklasse {\displaystyle e(\gamma ^{2k})} in der Kohomologie des klassifizierenden Raumes {\displaystyle BSL(2k,\mathbb {R} )}, der Euler-Klasse des universellen Bündels {\displaystyle \gamma ^{2k}\to BSL(2k,\mathbb {R} )}. Zu jedem {\displaystyle SL(2k,\mathbb {R} )}-Bündel {\displaystyle P\to M} kann man also mittels der klassifizierenden Abbildung {\displaystyle f\colon M\to BSL(2k,\mathbb {R} )} die Euler-Klasse
{\displaystyle e(P):=f^{*}(e(\gamma ^{2k}))\in H^{2k}(M)}
definieren. Diese stimmt mit der Euler-Klasse des assoziierten Vektorbündels überein.

## Euler-Klasse von Sphärenbündeln
Die Euler-Klasse kann für beliebige Sphärenbündel definiert werden.
Im Fall des Einheitssphärenbündels eines Riemannschen Vektorbündels erhält man die oben definierte Euler-Klasse des Vektorbündels.

## Eigenschaften
- Der kanonische Homomorphismus {\displaystyle H^{n}(X;\mathbb {Z} )\to H^{n}(X;\mathbb {Z} /2\mathbb {Z} )} bildet die Euler-Klasse auf die n-te Stiefel-Whitney-Klasse {\displaystyle w_{n}\in H^{n}(X;\mathbb {Z} /2\mathbb {Z} )} ab.
- Das Cup-Produkt {\displaystyle e(E)\cup e(E)} ist die höchste Pontrjagin-Klasse {\displaystyle p_{n}\in H^{2n}(X;\mathbb {Z} )}.
- Für geschlossene, orientierbare, differenzierbare Mannigfaltigkeiten {\displaystyle M} mit Tangentialbündel {\displaystyle TM} und Fundamentalklasse {\displaystyle \left[M\right]} ist {\displaystyle \langle e(TM),\left[M\right]\rangle =\chi (M)} die Euler-Charakteristik von {\displaystyle M}.
- Es sei {\displaystyle {\overline {E}}} das Vektorbündel {\displaystyle E} mit der umgekehrten Orientierung, dann ist {\displaystyle e({\overline {E}})=-e(E)}.
- Insbesondere gilt für Vektorbūndel ungerader Dimension {\displaystyle 2e(E)=0}. Für geschlossene, orientierbare, differenzierbare Mannigfaltigkeiten ungerader Dimension verschwindet die Euler-Charakteristik.
- Für die Whitney-Summe und das kartesische Produkt von Vektorbündeln gilt
{\displaystyle e(E_{1}\oplus E_{2})=e(E_{1})\cup e(E_{2}),e(E_{1}\times E_{2})=e(E_{1})\times e(E_{2}),}
 wobei {\displaystyle \cup } das Cup-Produkt und {\displaystyle \times } das Kreuzprodukt bezeichnet.
- Für einen generischen Schnitt {\displaystyle s\colon M\to E} eines {\displaystyle n}-dimensionalen orientierten Vektorbündels über einer {\displaystyle m}-dimensionalen geschlossenen orientierbaren Mannigfaltigkeit {\displaystyle M} ist das Bild der Fundamentalklasse {\displaystyle \left[Z\right]} der Nullstellenmenge {\displaystyle Z=\left\{x\in X:s(x)=0\right\}} in {\displaystyle H_{m-n}(M;\mathbb {Z} )} das Poincaré-Dual von {\displaystyle e(E)\in H^{n}(M;\mathbb {Z} )}. Im Fall des Tangentialbündels {\displaystyle E=TM} ergibt sich daraus der Satz von Poincaré-Hopf.
- Wenn {\displaystyle N_{Y}} das Normalenbündel einer geschlossenen orientierbaren Untermannigfaltigkeit {\displaystyle Y\subset M} ist, dann ist {\displaystyle <e(N_{Y}),\left[Y\right]>} die Selbstschnittzahl von {\displaystyle Y}.
- Wenn {\displaystyle s\colon X\to E} ein Schnitt ohne Nullstellen ist, dann ist {\displaystyle e(E,s\vert _{Y})=0\in H^{n}(X,Y;\mathbb {Z} )} für alle {\displaystyle Y\subset X}.
- Gysin-Sequenz: Für ein {\displaystyle n}-dimensionales orientiertes Vektorbündel {\displaystyle E\to B} (mit {\displaystyle E_{0}\subset E} die Menge der von Null verschiedenen Vektoren) vermittelt das Cup-Produkt mit der Euler-Klasse eine exakte Sequenz
 {\displaystyle \ldots \to H^{i}(B;\mathbb {Z} )\to H^{i+n}(B)\to H^{i+n}(E_{0})\to H^{i+1}(B)\to \ldots },
 wobei die anderen beiden Abbildungen {\displaystyle \pi \vert _{E_{0}}^{*}} und die Integration entlang der Faser sind.

## Euler-Klasse flacher Bündel

### Simpliziale Definition
Es sei {\displaystyle p\colon E\to \vert K\vert } ein flaches Vektorbündel über der geometrischen Realisierung {\displaystyle \vert K\vert } eines Simplizialkomplexes {\displaystyle K} mit {\displaystyle 0}-Simplizes {\displaystyle v_{1},\ldots ,v_{n}}.. Weil Simplizes kontrahierbar sind, ist das Bündel trivial über jedem Simplex. Zu beliebig gewählten {\displaystyle s(v_{i})\in p^{-1}(v_{i})} kann man also durch affine Fortsetzung einen Schnitt {\displaystyle s\colon \vert K\vert \to E} konstruieren. Für generische {\displaystyle s(v_{i})} hat dieser Schnitt keine Nullstellen auf dem {\displaystyle (n-1)}-Skelett, höchstens eine Nullstelle pro {\displaystyle n}-Simplex und ist transversal zum Nullschnitt. Dann definieren wir einen simplizialen {\displaystyle n}-Kozykel {\displaystyle {\mathcal {E}}} durch
{\displaystyle {\mathcal {E}}(\sigma )=0} falls {\displaystyle s\vert _{\sigma }} keine Nullstelle hat
{\displaystyle {\mathcal {E}}(\sigma )=1} falls {\displaystyle s(p)=0} für ein {\displaystyle p\in \sigma } und falls für eine positive Basis {\displaystyle t_{1},\ldots ,t_{n}} von {\displaystyle T_{p}K} auch {\displaystyle t_{1},\ldots ,t_{n},d_{p}s(t_{1}),\ldots ,d_{p}s(t_{n})} eine positive Basis von {\displaystyle T_{s(p)}E} ist
{\displaystyle {\mathcal {E}}(\sigma )=-1} andernfalls.
Man kann zeigen, dass {\displaystyle {\mathcal {E}}} ein Kozykel ist und sein Wert auf Zykeln nicht vom gewählten Schnitt abhängt. Die von {\displaystyle {\mathcal {E}}} repräsentierte Kohomologieklasse ist die Euler-Klasse {\displaystyle e\in H^{n}(K;\mathbb {Z} )} des flachen Bündels.

### Flache SL(2,R)-Bündel
Wegen {\displaystyle \pi _{1}SL(2,\mathbb {R} )\simeq \mathbb {Z} } hat man die universelle Überlagerung
{\displaystyle \mathbb {Z} \to {\widetilde {SL(2,\mathbb {R} )}}\to SL(2,\mathbb {R} )},
diese ist eine zentrale Erweiterung und wird deshalb durch eine Kohomologieklasse {\displaystyle E\in H^{2}(BSL(2,\mathbb {R} )^{\delta };\mathbb {Z} )} repräsentiert. Diese ist die universelle Euler-Klasse für flache {\displaystyle SL(2,\mathbb {R} )}-Bündel, d. h. für ein flaches Bündel {\displaystyle P\to M} mit Holonomie-Darstellung {\displaystyle \rho \colon \pi _{1}M\to SL(2,\mathbb {R} )} erhält man
{\displaystyle e(P)=f^{*}(B\rho )^{*}(E)\in H^{2}(M;\mathbb {Z} )},
wobei {\displaystyle f\colon M\to B\pi _{1}M} die klassifizierende Abbildung der universellen Überlagerung ist.

### Flache Kreisbündel
Es bezeichne {\displaystyle Homeo^{+}(S^{1})} die Gruppe der orientierungserhaltenden Homöomorphismen des Kreises. Ihre universelle Überlagerung ist {\displaystyle {\widetilde {Homeo^{+}(S^{1})}}=\left\{f\colon \mathbb {R} \to \mathbb {R} :f(x+1)=f(x)+1\ \forall x\in \mathbb {R} \right\}}. Die ganzen Zahlen wirken durch Translationen auf {\displaystyle \mathbb {R} } und man erhält eine exakte Sequenz
{\displaystyle \mathbb {Z} \to {\widetilde {Homeo^{+}(S^{1})}}\to Homeo^{+}(S^{1})}.
Die zugehörige Gruppenkohomologie-Klasse {\displaystyle E\in H^{2}(Homeo^{+}(S^{1});\mathbb {Z} )} ist die universelle Euler-Klasse für flache {\displaystyle Homeo^{+}(S^{1})}-Bündel.
Eine explizite Formel wurde von Jekel angegeben: die universelle Euler-Klasse {\displaystyle E_{\mathbb {R} }\in H^{2}(Homeo^{+}(S^{1});\mathbb {R} )} wird durch den sogenannten Orientierungs-Kozykel {\displaystyle o\in C^{2}(Homeo^{+}(S^{1};\mathbb {R} )} repräsentiert:
{\displaystyle o(g_{0},g_{1},g_{2})={\frac {1}{2}}} falls {\displaystyle g_{0}(1),g_{1}(1),g_{2}(1)} im Uhrzeigersinn auf dem Kreis angeordnet sind
{\displaystyle o(g_{0},g_{1},g_{2})=0} falls mindestens zwei der Werte {\displaystyle g_{0}(1),g_{1}(1),g_{2}(1)} übereinstimmen
{\displaystyle o(g_{0},g_{1},g_{2})=-{\frac {1}{2}}} falls {\displaystyle g_{0}(1),g_{1}(1),g_{2}(1)} entgegen dem Uhrzeigersinn auf dem Kreis angeordnet sind.
Der Orientierungs-Kozykel repräsentiert dann auch für alle Untergruppen {\displaystyle G\subset Homeo^{+}(S^{1})} die universelle Euler-Klasse für flache {\displaystyle G}-Bündel. Dies gilt insbesondere für flache {\displaystyle PSL(2,\mathbb {R} )}-Bündel: man verwende die Wirkung von {\displaystyle PSL(2,\mathbb {R} )} auf {\displaystyle S^{1}=P^{1}\mathbb {R} } durch gebrochen-lineare Transformationen.